# Dichanthium oliganthum
Dichanthium oliganthum är en gräsart som först beskrevs av Ferdinand von Hochstetter och Ernst Gottlieb von Steudel, och fick sitt nu gällande namn av Thomas Arthur Cope. Dichanthium oliganthum ingår i släktet Dichanthium och familjen gräs. Inga underarter finns listade i Catalogue of Life.